# اس آر ۱۰
اس آر ۱۰ یک هواپیمای جت آموزشی پیشرفته است که روس‌ها در توسعه آن از به روزترین فناوری‌های خود استفاده کرده‌اند. بال این هواپیما دارای زاویه جلورفتگی است. اس آر-۱۰ به یک موتور توربوجت مجهز می‌باشد و سازه آن به‌طور کامل از مواد مرکب ساخته شده‌است. به ادعای مقامات روس نصب بال با زاویه جلورفتگی پایداری هواپیما را در سرعت‌های پروازی پایین افزایش داده و عملکرد آن را در مراحل برخاست و نشست بهبود بخشیده است. رسانه‌های روسی جزئیات دقیقی از برنامه پرواز آزمایش این هواپیما ارائه نکرده‌اند اما با انتشار یک ویدئو مدعی شده‌اند که اولین پرواز اس آر-۱۰ موفقیت‌آمیز بوده‌است. سرعت بیشینه پروازی اس آر-۱۰ معادل ۹۰۰ کیلومتر بر ساعت می‌باشد و این جت آموزشی می‌تواند تا برد ۱۵۰۰ کیلومتر را طی نماید. سقف پرواز عملیاتی آن نیز به ۲۰هزار پا می‌رسد.

## مشخصات فنی
1. ↑  https://archive.today/20170801171837/http://www.uasvision.com/2017/08/01/russia-develops-uav-based-on-sr-10-trainer/